# Assemblage (film)
Pour les articles homonymes, voir Assemblage.
Pour plus de détails, voir Fiche technique et Distribution.
Assemblage est un thriller français écrit et réalisé par Sofiene Mamdi et sorti en 2024,,,. Il est tourné en un seul plan-séquence.

## Fiche technique
Sauf indication contraire, les informations mentionnées dans cette section peuvent être confirmées par la base de données cinématographiques Unifrance,  présente dans la section « Liens externes ».
- Titre original : Assemblage
- Réalisation et scénario : Sofiene Mamdi
- Photographie : Adonis Romdhane
- Son : Mathieu Burgess et Sean Dwyer
- Société de production : Reaficta Films
- Société de distribution : Reaficta Films
- Pays de production :  France
- Langues originales : français, anglais, mandarin, espagnol
- Format : couleur
- Genre : thriller
- Durée : 92 minutes
- Dates de sortie : 
  - France : 29 mai 2024

## Distribution
- Luke Stratte-McClure : Jim
- Julien Romano : Alex
- Catalina Cuevas : Eva
- Constantin Leu : Gabriel
- Charlotte Landoy : Irène
- Jiahui Chou : Henri
- Helene Jin : Julie

## Production
Le tournage se déroule à Paris en mai 2023. Il présente la particularité d'être entièrement tourné en un seul plan-séquence. Il s'agit du plus long film en plan séquence unique de l'histoire du cinéma français (92 minutes).